# Mistrzostwa Europy U-22 w Piłce Siatkowej Mężczyzn 2024
Mistrzostwa Europy U-22 w Piłce Siatkowej Mężczyzn 2024 (ang. CEV U22 Volleyball European Championship Men 2024) – 2. edycja turnieju siatkarskiego organizowanego przez Europejską Konfederację Piłki Siatkowej (CEV) dla 8 europejskich narodowych reprezentacji.

## Skład reprezentacji Polski

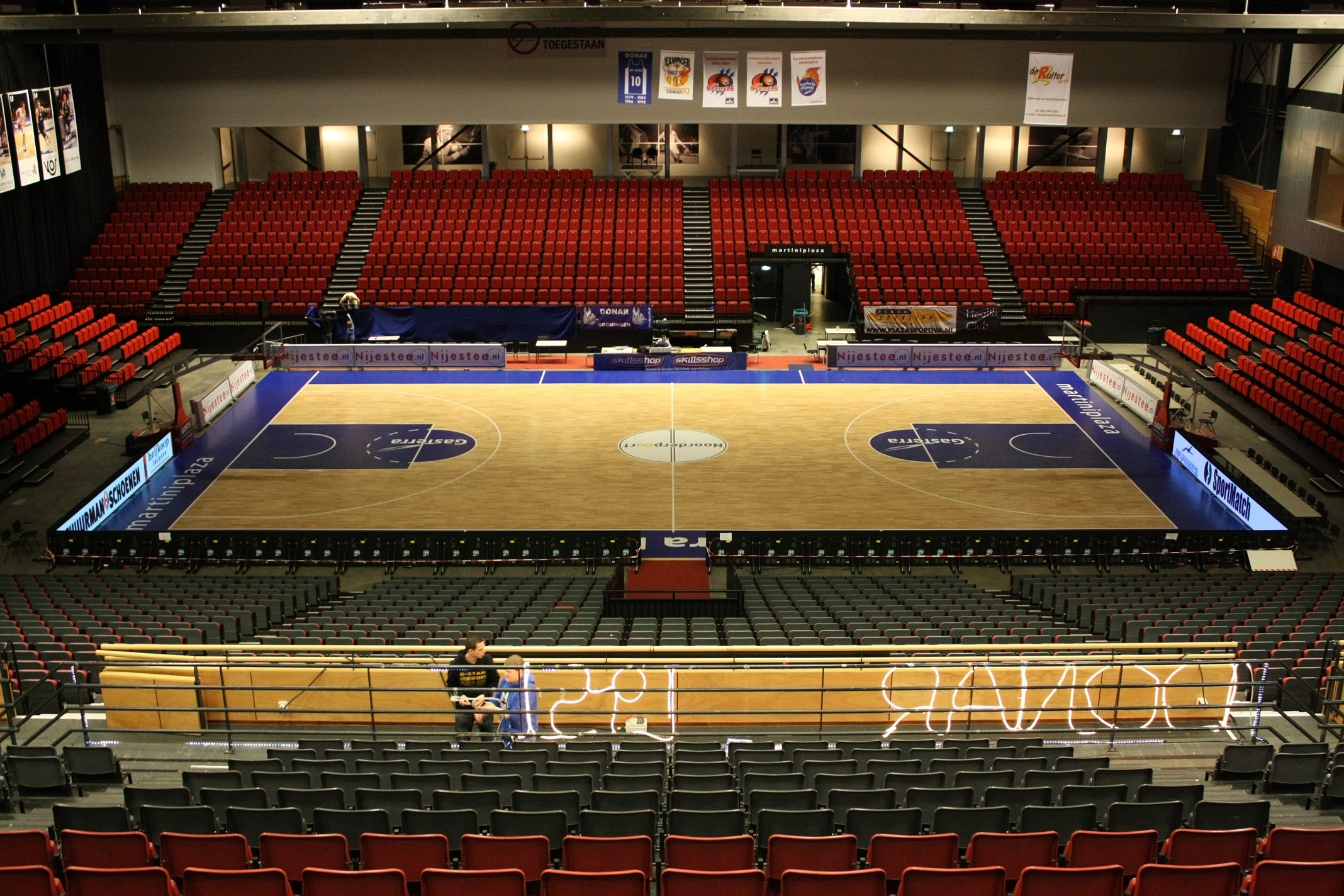
MartiniPlaza od wewnątrz

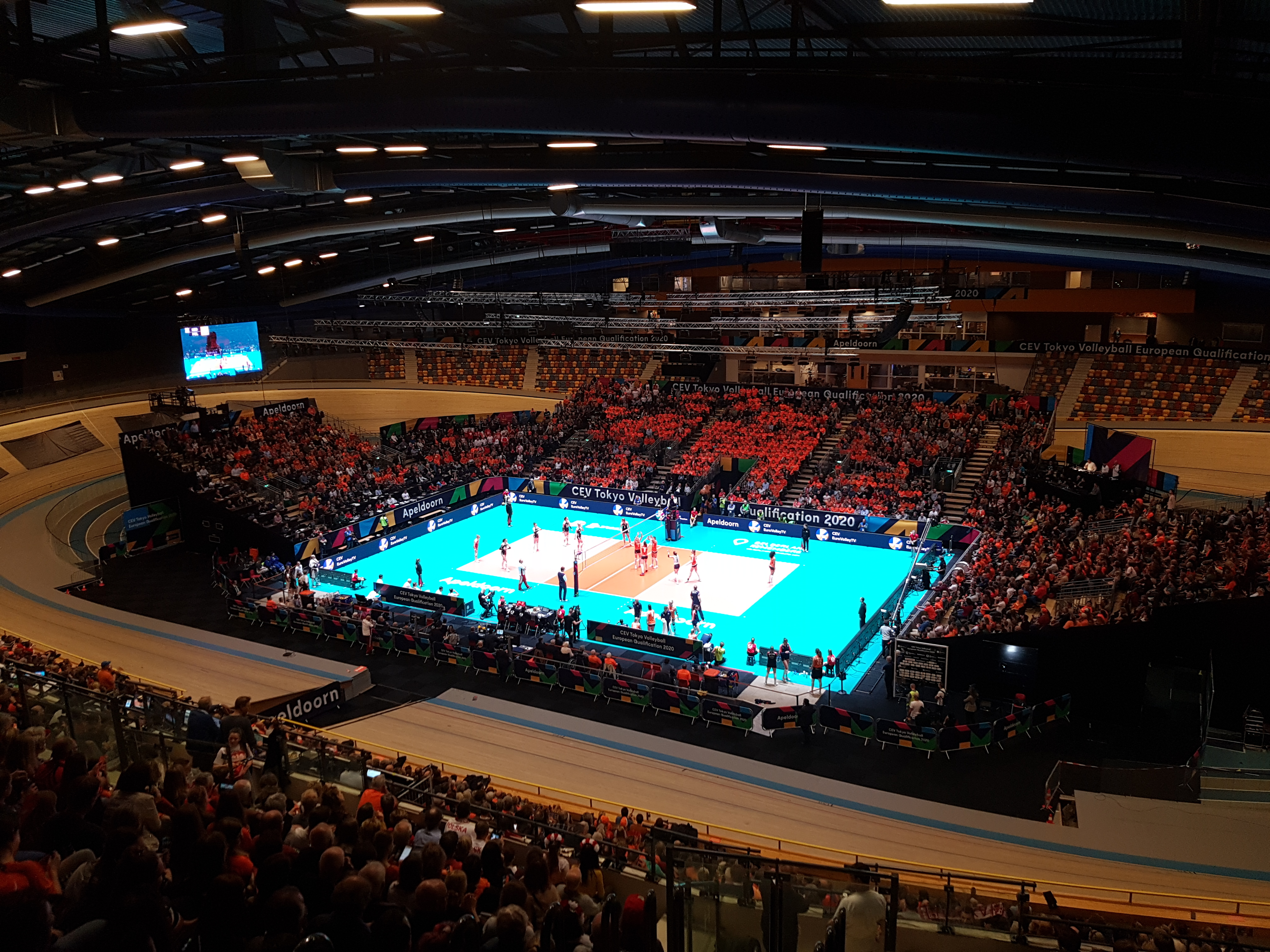
Omnisport Apeldoorn od wewnątrz

## Skład reprezentacji Polski[1]
- Trener: Dariusz Luks
- Asystent trenera: Konrad Cop

| Nr | Imię i nazwisko        | Data urodzenia | Wzrost | Pozycja      |
| -- | ---------------------- | -------------- | ------ | ------------ |
| 1  | Jakub Majchrzak        | 13.05.2004     | 206 cm | środkowy     |
| 2  | Kamil Szymendera       | 30.04.2003     | 192 cm | przyjmujący  |
| 3  | Maksym Kędzierski      | 13.03.2003     | 183 cm | libero       |
| 4  | Bartosz Grzona         | 03.04.2003     | 198 cm | przyjmujący  |
| 7  | Kajetan Kubicki        | 09.02.2003     | 190 cm | rozgrywający |
| 8  | Tytus Nowik            | 10.01.2003     | 193 cm | atakujący    |
| 9  | Mateusz Kufka          | 08.11.2003     | 204 cm | środkowy     |
| 11 | Piotr Śliwka           | 03.06.2003     | 188 cm | przyjmujący  |
| 12 | Jakub Nowak            | 11.06.2005     | 204 cm | środkowy     |
| 13 | Radosław Puczkowski    | 02.01.2003     | 203 cm | przyjmujący  |
| 14 | Kuba Hawryluk          | 08.09.2003     | 181 cm | libero       |
| 15 | Maksymilian Granieczny | 07.07.2005     | 177 cm | libero       |
| 18 | Damian Biliński        | 02.08.2003     | 195 cm | rozgrywający |
| 20 | Igor Zawadzki          | 16.10.2003     | 199 cm | atakujący    |

## Obiekty[2]
| Grupa A          | Grupa B, Faza finałowa |
| ---------------- | ---------------------- |
| Groningen        | Apeldoorn              |
| MartiniPlaza     | Omnisport Apeldoorn    |
| Pojemność: 4 350 | Pojemność: 5 000       |
|                  |                        |

## Faza grupowa[3]

### Grupa A
Tabela
| Lp. | Drużyna   | Mecze | Mecze   | Mecze   | Pkt | Sety | Sety | Sety  | Małe punkty | Małe punkty | Małe punkty |
| Lp. | Drużyna   | M     | W (3:2) | P (2:3) | Pkt | wyg. | prz. | ratio | zdob.       | str.        | ratio       |
| --- | --------- | ----- | ------- | ------- | --- | ---- | ---- | ----- | ----------- | ----------- | ----------- |
| 1.  | Polska    | 3     | 3 (0)   | 0 (0)   | 9   | 9    | 0    | MAX   | 229         | 185         | 1.238       |
| 2.  | Holandia  | 3     | 2 (2)   | 1 (0)   | 4   | 6    | 7    | 0.857 | 285         | 286         | 0.997       |
| 3.  | Węgry     | 3     | 1 (0)   | 2 (1)   | 4   | 5    | 6    | 0.833 | 225         | 250         | 0.900       |
| 4.  | Hiszpania | 3     | 0 (0)   | 3 (1)   | 1   | 2    | 9    | 0.222 | 237         | 255         | 0.929       |

Źródło: www-old.cev.eu
Punktacja: 3:0 i 3:1 – 3 pkt; 3:2 – 2 pkt; 2:3 – 1 pkt; 1:3 i 0:3 – 0 pkt
Zasady ustalania kolejności: 1. większa liczba wygranych meczów; 2. większa liczba zdobytych punktów; 3. wyższy stosunek setów; 4. wyższy stosunek małych punktów; 5. lepszy bilans w bezpośrednich meczach
     Awans do turnieju finałowego
Wyniki spotkań
| Data       | Godz. | Drużyna 1 | Wynik | Drużyna 2 | 1     | 2     | 3     | 4     | 5     | Widzów | *      |
| ---------- | ----- | --------- | ----- | --------- | ----- | ----- | ----- | ----- | ----- | ------ | ------ |
| 09.07.2024 | 16:30 | Hiszpania | 0:3   | Polska    | 23:25 | 23:25 | 20:25 |       |       | 150    | Raport |
| 09.07.2024 | 19:30 | Holandia  | 3:2   | Węgry     | 25:27 | 25:16 | 25:15 | 17:25 | 19:17 | 450    | Raport |
|            |       |           |       |           |       |       |       |       |       |        |        |
| 10.07.2024 | 16:30 | Polska    | 3:0   | Węgry     | 25:15 | 25:14 | 25:21 |       |       | 110    | Raport |
| 10.07.2024 | 19:30 | Hiszpania | 2:3   | Holandia  | 25:22 | 19:25 | 25:16 | 23:25 | 15:17 | 350    | Raport |
|            |       |           |       |           |       |       |       |       |       |        |        |
| 11.07.2024 | 16:30 | Węgry     | 3:0   | Hiszpania | 25:19 | 25:23 | 25:22 |       |       | 150    | Raport |
| 11.07.2024 | 19:30 | Polska    | 3:0   | Holandia  | 27:25 | 25:19 | 27:25 |       |       | 600    | Raport |

### Grupa B
Tabela
| Lp. | Drużyna    | Mecze | Mecze   | Mecze   | Pkt | Sety | Sety | Sety  | Małe punkty | Małe punkty | Małe punkty |
| Lp. | Drużyna    | M     | W (3:2) | P (2:3) | Pkt | wyg. | prz. | ratio | zdob.       | str.        | ratio       |
| --- | ---------- | ----- | ------- | ------- | --- | ---- | ---- | ----- | ----------- | ----------- | ----------- |
| 1.  | Francja    | 3     | 2 (0)   | 1 (0)   | 6   | 7    | 4    | 1.750 | 255         | 232         | 1.099       |
| 2.  | Włochy     | 3     | 2 (0)   | 1 (0)   | 6   | 7    | 5    | 1.400 | 279         | 253         | 1.103       |
| 3.  | Portugalia | 3     | 2 (1)   | 1 (0)   | 5   | 7    | 6    | 1.167 | 285         | 283         | 1.007       |
| 4.  | Czechy     | 3     | 0 (0)   | 3 (1)   | 1   | 3    | 9    | 0.333 | 231         | 282         | 0.819       |

Źródło: www-old.cev.eu
Punktacja: 3:0 i 3:1 – 3 pkt; 3:2 – 2 pkt; 2:3 – 1 pkt; 1:3 i 0:3 – 0 pkt
Zasady ustalania kolejności: 1. większa liczba wygranych meczów; 2. większa liczba zdobytych punktów; 3. wyższy stosunek setów; 4. wyższy stosunek małych punktów; 5. lepszy bilans w bezpośrednich meczach
     Awans do turnieju finałowego
Wyniki spotkań
| Data       | Godz. | Drużyna 1  | Wynik | Drużyna 2  | 1     | 2     | 3     | 4     | 5     | Widzów | *      |
| ---------- | ----- | ---------- | ----- | ---------- | ----- | ----- | ----- | ----- | ----- | ------ | ------ |
| 09.07.2024 | 16:30 | Włochy     | 3:1   | Czechy     | 25:19 | 25:18 | 23:25 | 25:18 |       | 50     | Raport |
| 09.07.2024 | 19:30 | Francja    | 1:3   | Portugalia | 25:18 | 21:25 | 22:25 | 22:25 |       | 100    | Raport |
|            |       |            |       |            |       |       |       |       |       |        |        |
| 10.07.2024 | 16:30 | Czechy     | 2:3   | Portugalia | 11:25 | 25:21 | 25:23 | 19:25 | 13:15 | 50     | Raport |
| 10.07.2024 | 19:30 | Włochy     | 1:3   | Francja    | 25:15 | 20:25 | 21:25 | 15:25 |       | 100    | Raport |
|            |       |            |       |            |       |       |       |       |       |        |        |
| 11.07.2024 | 16:30 | Czechy     | 0:3   | Francja    | 18:25 | 20:25 | 20:25 |       |       | 80     | Raport |
| 11.07.2024 | 19:30 | Portugalia | 1:3   | Włochy     | 17:25 | 27:25 | 18:25 | 21:25 |       | 100    | Raport |

## Faza finałowa

### Drabinka
|  |           |           |           |                   |   |        |        |       |
|  | Półfinały | Półfinały | Półfinały |                   |   | Finał  | Finał  | Finał |
|  | Półfinały | Półfinały | Półfinały |                   |   | Finał  | Finał  | Finał |
|  |           |           |           |                   |   |        |        |       |
|  |           |           |           |                   |   |        |        |       |
|  | Polska    | Polska    | 1         |                   |   |        |        |       |
|  | Polska    | Polska    | 1         |                   |   |        |        |       |
|  | Włochy    | Włochy    | 3         |                   |   |        |        |       |
|  | Włochy    | Włochy    | 3         |                   |   | Włochy | Włochy | 2     |
|  |           |           |           |                   |   | Włochy | Włochy | 2     |
|  |           |           | Francja   | Francja           | 3 |        |        |       |
|  | Francja   | Francja   | Francja   | Francja           | 3 | 3      |        |       |
|  | Francja   | Francja   |           |                   |   |        |        |       |
|  | Holandia  | Holandia  | 0         |                   |   |        |        |       |
|  | Holandia  | Holandia  | 0         | Mecz o 3. miejsce |   |        |        |       |
|  |           |           |           |                   |   |        |        |       |
|  |           |           |           |                   |   |        |        |       |
|  |           |           |           |                   |   |        |        |       |
|  | Polska    | Polska    | 3         |                   |   |        |        |       |
|  | Polska    | Polska    | 3         |                   |   |        |        |       |
|  | Holandia  | Holandia  | 2         |                   |   |        |        |       |
|  | Holandia  | Holandia  | 2         |                   |   |        |        |       |

### Półfinały
| Data       | Godz. | Drużyna 1 | Wynik | Drużyna 2 | 1     | 2     | 3     | 4     | 5 | Widzów | *      |
| ---------- | ----- | --------- | ----- | --------- | ----- | ----- | ----- | ----- | - | ------ | ------ |
| 13.07.2022 | 15:00 | Polska    | 1:3   | Włochy    | 21:25 | 16:25 | 26:24 | 24:26 |   | 250    | Raport |
| 13.07.2022 | 18:00 | Francja   | 3:0   | Holandia  | 25:18 | 25:20 | 25:23 |       |   | 550    | Raport |

### Mecz o 3. miejsce
| Data       | Godz. | Drużyna 1 | Wynik | Drużyna 2 | 1     | 2     | 3     | 4     | 5    | Widzów | *      |
| ---------- | ----- | --------- | ----- | --------- | ----- | ----- | ----- | ----- | ---- | ------ | ------ |
| 14.07.2022 | 15:00 | Polska    | 3:2   | Holandia  | 21:25 | 22:25 | 25:15 | 25:21 | 15:9 | 500    | Raport |

### Finał
| Data       | Godz. | Drużyna 1 | Wynik | Drużyna 2 | 1     | 2     | 3     | 4     | 5     | Widzów | *      |
| ---------- | ----- | --------- | ----- | --------- | ----- | ----- | ----- | ----- | ----- | ------ | ------ |
| 14.07.2022 | 18:00 | Włochy    | 2:3   | Francja   | 19:25 | 20:25 | 25:14 | 30:28 | 20:22 | 400    | Raport |

## Nagrody indywidualne[4]
| MVP              | Najlepsi środkowi               | Najlepszy atakujący | Najlepsi przyjmujący     | Najlepszy rozgrywający | Najlepszy libero |
| ---------------- | ------------------------------- | ------------------- | ------------------------ | ---------------------- | ---------------- |
| Amir Tizi-Oualou | Jakub Majchrzak Beau Wortelboer | Tommaso Barotto     | Hilir Henno Mathis Henno | Amir Tizi-Oualou       | Matteo Staforini |

## Klasyfikacja końcowa
| Miejsce | Reprezentacja |
| ------- | ------------- |
| złoto   | Francja       |
| srebro  | Włochy        |
| brąz    | Polska        |
| 4.      | Holandia      |
| 5.      | Portugalia    |
| 6.      | Węgry         |
| 7.      | Czechy        |
| 8.      | Hiszpania     |